# Henri del Vasto
 (juillet 2019).
Si vous disposez d'ouvrages ou d'articles de référence ou si vous connaissez des sites web de qualité traitant du thème abordé ici, merci de compléter l'article en donnant les références utiles à sa vérifiabilité et en les liant à la section « Notes et références ».
Henri del Vasto (ou encore Enrico del Carretto, de Loreto, Weze, Werte, Guercius, il Guercio, surnoms qui signifient « le Valeureux » en allemand, en latin ou en italien), est margrave de Savone, né au début du XIIe siècle, mort en 1185. C’est le fils de Boniface del Vasto ou di Loreto (du nom du château proche de Savone où habite encore sa famille) et d'Agnès de Vermandois.
C'est le fondateur de la famille del Carretto, d'où le nom de Henri Ier del Carretto qu'il n'a jamais porté.
Sa participation à la Deuxième croisade lui vaut le surnom allemand de Wert, « le Valeureux ».